# 范利
范利（1953年—），汉族，中华人民共和国政治人物、第十一届全国政协委员。
加入中国共产党，担任解放军总医院副院长。2008年，当选第十一届全国政协委员，代表医药卫生界，分入第四十五组。并担任教科文卫体委员会专委。